# Kalapani
Das Kalapani-Gebiet ist eine 35 km² große Region auf der Südseite des Himalaya im Grenzgebiet zwischen Nepal und Indien. Es wird sowohl von Nepal als Teil des Distrikts Darchula und von Indien als Teil des Distrikts Pithoragarh beansprucht. Es wird vom Fluss Lipu Gad oder Kalapani River geprägt, einem Quellfluss des Mahakali. Das Tal mit dem Lipulekh-Pass oder Lipu La am Ende bildet einen Weg nach Tibet, der traditionell von der Bhotiya-Volksgruppe der dort lebenden Byangsi genutzt wird. In dem Gebiet liegt das auch das Dorf Kalapani.

## Grenzkonflikt
1816 wurde der Mahakali in einem Vertrag als Grenzfluss zwischen dem damals britisch kontrollierten Indien und Nepal festgelegt. Strittig ist, welcher der Quellflüsse, die sich in der Nähe des Dorfes Kalapani treffen, die Grenze bilden soll.